# Лудвиг Георг Карл фон Хесен-Дармщат
Лудвиг Георг Карл фон Хесен-Дармщат (на немски: Ludwig Georg Karl von Hessen-Darmstadt; Prinz Louis; * 27 март 1749 в Дармщат; † 26 октомври 1823 в Дармщат) в литературата наричан и Принц Луис е принц от Хесен-Дармщат и немски генерал-фелдмаршал в служба на „Горнорейнския имперски окръг“.
Той е най-възрастният син на ландграф Георг Вилхелм фон Хесен-Дармщат (1722 – 1782) и съпругата му Мария Луиза фон Лайнинген-Дагсбург-Фалкенбург (1729 – 1818), дъщеря на граф Христиан Карл Райнхард фон Лайнинген-Дагсбург.
По-малките му братя са Георг Карл (1754 – 1830), Карл Вилхелм Георг (1757 – 1797) и Фридрих (1759 – 1808).
През 1752 г. на три години Лудвиг Георг Карл е номиниран за капитан на регимента Garde de Dragons., 1756 г. е оберст. На 15 години започва активна служба. През 1775 г. напуска войската, но през 1785 г. е имперски-генерал-фелдмаршал-лейтенант, 1798 г. генерал-фелдмаршал-лейтенант на Горнорейнския окръг, 1794 г. командир на окръжните трупи и през 1795 г. генерал-фелдмаршал и генерал и шеф на Горнорейнския окръг, без да е участвал в някой поход.
Както баща му и дядо му Лудвиг VIII той е масон.
През 1773 г. той става велик майстор на голямата ложа на масоните в Германия. Същата година обаче се отказва от този пост. Той се занимава с алхимия, кабала и магия.
Лудвиг Георг Карл принц фон Хесен-Дармщат е погребан в Старото гробище в Дармщат.

## Фамилия
Лудвиг Георг Карл се жени морганатически на 26 януари 1788 г. в Хайлброн за Фридерика Шмидт, „фрайфрау фон Хесенхайм“ (* 24 февруари 1751 в Хайлброн; † 10 септември 1803 също там) от търговска фамилия от Хайлброн. Тяхната връзка е от 1776 г.  Бракът е бездетен.
Друга негова любовница е хайлбронката Луиза Пфалер, род. Вайс, с която има една дъщеря Фридерика Луиза Вайс цум Вайсенщайн (* 22 април 1792 в Хайлброн; † 25 април 1854 в Дармщат), издигната на благородничка на 25 юли 1821 г.
Друга негова връзка е хайбронката Ева Маргарета Кемерер, която Лудвиг прави благородничка с името фон Аделсберг. След раждането на дъщеря му Фридерика Елизабета фон Аделсберг (* 19 октомври 1811 във Франкфурт на Майн; † 3 февруари 1885 в Дармщат) той се мести през 1812 г. с любовницата му Ева Маргарета фон Аделсберг от Хайлброн в Дармщат, където тя умира на 1 юли 1821 г. Лудвиг умира през 1823 г., по негово желание е погребан до нея.